# L'Amour et moi
 (septembre 2012).
Si vous disposez d'ouvrages ou d'articles de référence ou si vous connaissez des sites web de qualité traitant du thème abordé ici, merci de compléter l'article en donnant les références utiles à sa vérifiabilité et en les liant à la section « Notes et références ».
Albums de Jenifer
Appelle-moi Jen
(2010) Ma déclaration
(2013)
Singles
1. Sur le fil
Sortie : 1er juin 2012
2. L'Amour & moi
Sortie : 24 septembre 2012
3. Les Jours électriques
Sortie : 7 janvier 2013

L'Amour et moi est le cinquième album de la chanteuse Jenifer sorti le 17 septembre 2012. 
Dès la première semaine de sa sortie, l'album se classe no 3 des ventes en France avec plus de 18 300 copies, dans le même temps il se classe no 1 en Belgique et le reste pendant 2 semaines, il a également intégré le top 50 Suisse. Il s'est vendu à plus de 117 000 exemplaires et a été certifié disque de platine. 
En mars 2013, Jenifer a commencé une tournée en France et en Belgique, la chanteuse est notamment passée par le Zénith de Paris, le 30 mars, qui affichait complet pour l'occasion.

## Édition CD + Édition limitée (Digipack)
| 1.    | Les Jours électriques                                                       | Emmanuel Da Silva              | Emmanuel Da Silva & Jenifer Dadouche Bartoli            | 2:52 |
| 2.    | Sur le fil                                                                  | Mutine                         | Mutine                                                  | 3:25 |
| 3.    | Prisonnière                                                                 | Yohann Malory                  | Yohann Malory & Olivier Reine                           | 3:15 |
| 4.    | Appelle la police mon amour                                                 | Yohann Malory                  | Yohann Malory & Olivier Reine                           | 3:53 |
| 5.    | L'Amour et moi                                                              | Yohann Malory                  | Mutine                                                  | 3:59 |
| 6.    | Orage en vue                                                                | Mutine                         | Mathieu Monnaert                                        | 3:23 |
| 7.    | Besoin d'air                                                                | Mutine                         | Mutine                                                  | 3:22 |
| 8.    | Mademoiselle fume                                                           | Yohann Malory & Nabil Benahmed | Yohann Malory & Olivier Reine                           | 3:13 |
| 9.    | Tu ne dis rien                                                              | Emmanuel Da Silva              | Emmanuel Da Silva & Jenifer Dadouche Bartoli            | 3:12 |
| 10.   | Mes nuits                                                                   | Yohann Malory                  | Yohann Malory, Olivier Reine & Jenifer Dadouche Bartoli | 4:07 |
| 11.   | Est-ce que tu m'aimes ?                                                     | Gérard Duguet-Grasser          | Alexandra Roos                                          | 2:58 |
| 12.   | Hello                                                                       | Yohann Malory                  | Paul Homem-Cristo & Davis Mouyal                        | 2:43 |
| 13.   | Y'a pas jen (seulement sur l'édition limitée digipack)                      | Manu Larrouy                   | Manu Larrouy                                            | 2:46 |
| 14.   | La pudeur (seulement sur l'édition limitée digipack)                        | Pierre-Dominique Burgaud       | Paul Harris, Cassie Davis, Carl Ryden & Sean Mullins    | 3:21 |
| 15.   | Sur le fil (Remix By Mr Waltmann)(seulement sur l'édition limitée digipack) | Mutine                         | Mutine, Mr Waltmann                                     | 3:56 |
| 53:00 |                                                                             |                                |                                                         |      |

## Singles

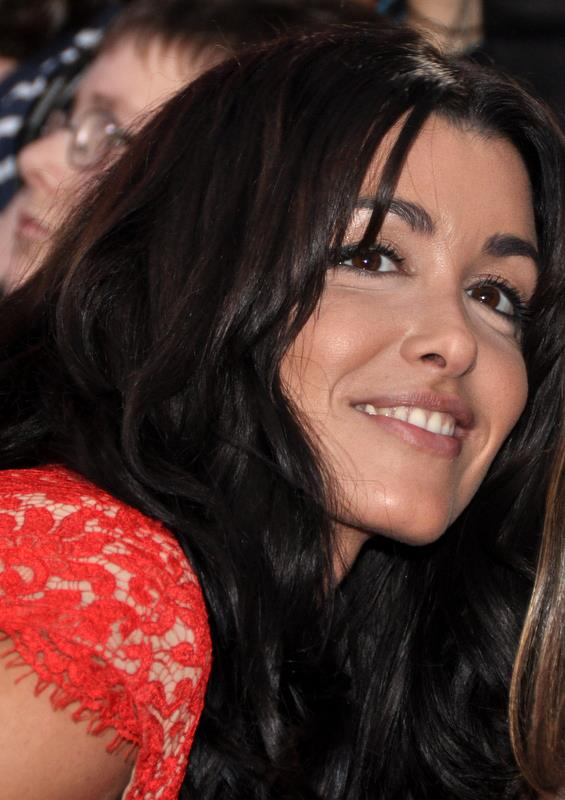
La chanteuse Jenifer, en octobre 2012.

Le premier single extrait de l'album, le dynamique Sur le fil, est envoyé aux radios en juin 2012. Il s'est vendu en France à  de 30 500 copies. Le titre est écrit par Manon Romiti et Silvio Lisbonne du duo Mutine et produit par Silvio Lisbonne. En France, le titre se classe à la 24e place et en Belgique francophone, à la 11e place.
Le deuxième single choisi est L'Amour et moi, une ballade écrite par Yohann Malory et composée par le duo Mutine. Le titre est envoyé aux radios en septembre 2012. Il s'est vendu en France à 23 800 copies. En France, le titre se place en 26e position
Les Jours électriques est un single promotionnel sorti directement en clip vidéo le 4 février 2013. Gil Alma (vu dans la série Nos chers voisins sur TF1) et Da Silva (compositeur et guitariste de ce titre) jouent dans ce clip.

## Ventes
| Pays     | Meilleure Position | Certification | Chiffres de vente |
| -------- | ------------------ | ------------- | ----------------- |
| France   | 3                  | Platine       | 105 000           |
| Belgique | 1                  | or            | 15 000            |
| Suisse   | 46                 | -             | 2 000             |